# Пляцына
Пляцына (укр. Пляцина) — село на Украине, находится в Барском районе Винницкой области.
Код КОАТУУ — 0520280615. Население по переписи 2001 года составляет 383 человека. Почтовый индекс — 23007. Телефонный код — 4341.
Занимает площадь 3,944 км².

## Адрес местного совета
23007, Винницкая область, Барский р-н, с.Войнашовка, ул.Вокзальная, 1